# Аспартам
Аспартамът е изкуствено получен подсладител (заместител на захарта). Представлява дипептид на аминокиселините аспарагинова киселина и фенилаланин. Открит е през 1965 година от Джеймс М. Шлатер.

## Свойства и употреба
Европейският код на аспартама като хранителна добавка е Е951.
Аспартамът е приблизително 200 пъти по-сладък от захарта. Поради това му свойство, въпреки че грам аспартам съдържа 4 килокалории, количеството, нужно за получаване на сладък вкус, е толкова малко, че калоричният принос е пренебрежимо малък.
Химическото му наименование е N-(L-α-аспартил)-L-фенилаланин, 1-метил естер. Аспартамът е познат под търговските имена Нутрасуит (NutraSweet), Canderel, Equal, Spoonful. Химическата му формула е C14H18N2O5. Моларната му маса е 294,301 g/mol. Температурата му на топене е между 246 и 247 °C.
Поради ниската си калоричност днес аспартамът масово се използва за подслаждане на напитки, например някои разновидности на „Кока Кола“, „Фанта“, „Пепси“, повечето разтворими сокове, както и в някои медикаменти. Използва се също така при приготвянето на дъвки и бонбони без захар, както и в производството на диетични храни и напитки, предназначени за диабетици.
Поради високото си съдържание на фенилаланин аспартамът не е подходящ за лица, страдащи от фенилкетонурия.
Аспартамът се радва на особена популярност в световен мащаб.
Употребата на аспартам в храни и напитки е одобрена от Европейската агенция по безопасност на храните (EFSA).
Към 2005 г. аспартамът се използва в над 6000 продукта, а годишната му консумация в световен мащаб възлиза на 16 000 тона.